# Pinne
Pinne est un volcan sous-marin d'Italie situé entre la Sicile et la Tunisie,.

## Géographie
Pinne est situé dans le centre de la mer Méditerranée, dans le canal de Sicile,. Il est entouré par l'île italienne de Pantelleria et les côtes tunisiennes au sud-ouest et par la Sicile au nord-est,.
Le volcan est composé d'une bouche éruptive principale ainsi que d'une secondaire appelée Pinne Marine.

## Histoire
Quatre éruptions volcaniques du Pinne sont connues : aux alentours de 253 av. J.-C. pendant la première guerre punique, les 4 et 5 octobre 1846 d'indice d'explosivité volcanique de 2, en 1867 d'indice d'explosivité volcanique de 0 et la dernière, incertaine, le 30 septembre 1911 d'indice d'explosivité volcanique de 1,.